# Emma Corrin
Emma-Louise Corrin (Royal Tunbridge Wells, Kent, 13 de desembre de 1995) és una persona no-binària anglesa que actua professionalment. Va interpretar a Diana, princesa de Gal·les a la quarta temporada del drama històric de Netflix The Crown (2020), pel qual va guanyar un Globus d'Or, un Critics' Choice Award i va rebre una nominació a un Primetime Emmy Award. Des de llavors ha protagonitzat les pel·lícules de drama romàntic del 2022 My Policeman i Lady Chatterley's Lover. El 2024 interpreta la superdolenta Cassandra Nova, bessona malèfica del Professor X, a la tercera pel·lícula de la sèrie Deadpoolː Deadpool & Wolverine.

## Primers anys
Emma Corrin va néixer el 13 de desembre de 1995 a Royal Tunbridge Wells, Kent. El seu pare, Chris Corrin, és un home de negocis i la seua mare, Juliette Corrin, és una logopeda de Sud-àfrica. Té dos germans petits, Richard i Jonty.
Corrin va assistir a la Roman Catholic Woldingham School de Surrey, un internat de noies on va desenvolupar el seu interés per la interpretació i la dansa. Va fer un any sabàtic, durant el qual va fer un curs de Shakespeare a l'Acadèmia de Música i Art Dramàtic de Londres i va fer un voluntariat com a professorat en una escola de Knysna, Sud-àfrica. Va estudiar teatre a la Universitat de Bristol, però va marxar per estudiar Educació, Anglés, Drama i Arts al St John's College de Cambridge del 2015 al 2018.

## Carrera
Corrin va fer el seu debut televisiu el 2019 amb una aparició com a convidat en un episodi del drama detectiu de la ITV Grantchester i un paper recurrent com Esme Winikus a la primera temporada de la sèrie d'Epix Pennyworth. Això va ser seguit pel seu debut al llargmetratge com Jillian Jessup a Misbehaviour.
L'abril de 2019, es va anunciar que interpretaria la princesa Diana a la quarta temporada del drama històric de Netflix The Crown, que es va estrenar el novembre de 2020. Per la seua actuació, va rebre diversos reconeixements, inclòs el premi Globus d'Or per Millor actriu: sèrie de televisió dramàtica, el Critics' Choice Television Award a la millor actriu en una sèrie dramàtica, així com una nominació al premi Primetime Emmy a la millor actriu principal en una sèrie dramàtica.
Va rebre una nominació al premi Laurence Olivier a la millor actriu pel seu debut al West End del 2021 a Anna X al Harold Pinter Theatre. Va aparéixer a les pel·lícules del 2022 My Policeman i Lady Chatterley's Lover i va protagonitzar el paper principal d'Orlando al Garrick Theatre.
Interpreta a Cassandra Nova a Deadpool 3.

## Vida privada

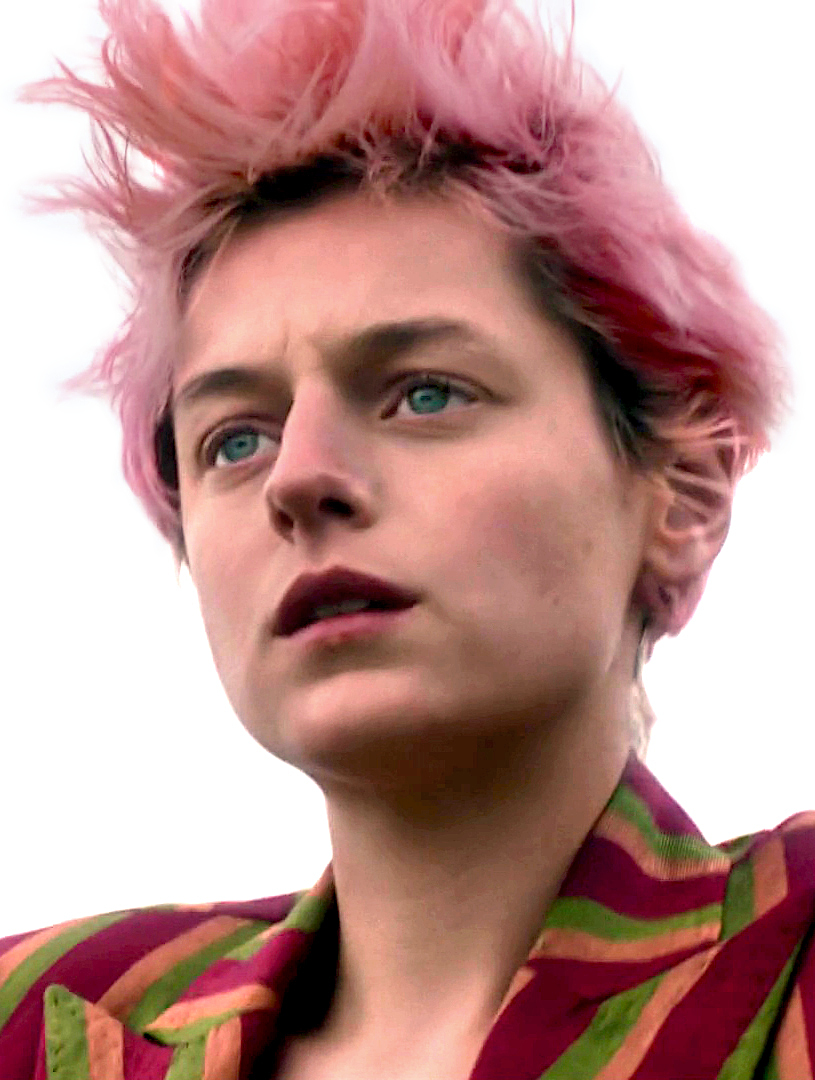
Corrin el 2022

El juliol del 2021, Corrin va anunciar que era queer i el juliol del 2022 va afegir pronoms "they/them" al seu compte d'Instagram. Més tard va anunciar ser no-binari en una entrevista a The New York Times. Té una relació amb l'actor Rami Malek.
El 2022, es va convertir en la primera estrella de portada no-binària de la revista Vogue.